# Sphaenothecus bilineatus
Sphaenothecus bilineatus là một loài bọ cánh cứng trong họ Cerambycidae.